# Toad (seriefigur)
För artikeln om tv-spelsfiguren Toad, se Toad
Toad är en seriefigur som debuterade i X-Men #4 (mars 1964) och är en av figurerna i serietidningarna om X-Men. Toad heter egentligen Mortimer Toynbee och tillhör Brotherhood of Evil Mutants. Han har grodlika egenskaper som till exempel en lång tunga och viga reflexer. Han kan också spotta ut en sorts segt, kladdigt slem ur munnen som förblindar fienden. Hans stora kärlek är Scarlet Witch, men hon vill helst inte veta av honom. Han utmärker sig inte som den smartaste i sitt gäng och han blir ofta utsatt för någonting.
Toad förekommer också i den tecknade TV-serien X-Men: Evolution men då under namnet Todd Tolensky.
Han spelades av Ray Park i den första spelfilmen X-Men. Evan Jonigkeit spelar figuren i filmen X-Men: Days of Future Past.